# Cottonwood (Dakota Południowa)
Cottonwood – miasto w Stanach Zjednoczonych, w stanie Dakota Południowa, w hrabstwie Jackson.